# Petina Gappah
Petina Gappah (Zambia, 1971) es una abogada y escritora zimbabuense. Ella escribe en inglés, aunque también recurre a su lengua materna, el shona, una lengua bantú. Actualmente reside en Berlín, donde tiene una beca del programa Berlin Artists-in-Residence. En 2016, fue nombrada African Literary Person of the Year por Brittle Paper.

## Biografía
Petina Gappah nació en Zambia, en la provincia de Copperbelt. Ella ha dicho: "Mi padre, como muchos trabajadores negros calificados que no podían conseguir trabajo en Rhodesia segregada, buscó su fortuna en otro lugar. Él y mi madre se mudaron a Kitwe, una ciudad en el floreciente cinturón de cobre de Zambia ". Se crio en Zimbabue, donde sus padres regresaron cuando ella tenía nueve meses. Después de la independencia del país, su familia se mudó a un área que antes era blanca en lo que ahora es Harare, y fue una de las primeras alumnas negras en una escuela primaria anteriormente reservada para niños blancos. Comenzó a escribir a los 10 u 11 años, y su primera historia publicada fue en la revista St. Dominic's Secondary School cuando tenía 14 años.
Tiene una licenciatura en derecho de la Universidad de Zimbabue, luego, en 1995, fue a Austria para hacer un doctorado en derecho comercial internacional en la Universidad de Graz, combinada con una maestría en la Universidad de Cambridge, y desde 1998 tiene su sede en Ginebra, Suiza, trabajando como abogado internacional.
En una entrevista de 2009, Gappah dijo: "Comencé a escribir en serio en mayo de 2006. Me uní al Zoetrope Virtual Studio, una historia que publiqué allí llamó la atención de un editor de la revista Per Contra, cuando tuve la suficiente confianza, busqué un agente que buscó un editor en mi nombre". Su primer libro, An Elegy for Easterly, una colección de cuentos, se publicó en 2009, y posteriormente publicó dos novelas: El libro de la memoria en 2015 y Rotten Row en 2016.
Desde 2017 forma parte del programa Artists-in-Residence en Berlín. En junio de 2017, pronunció la Conferencia Anual del Journal of Southern African Studies, titulada Buscando a los compañeros africanos del Dr. Livingstone, en la School of Advanced Study de la Universidad de Londres.

## Trayectoria profesional
El primer libro de Gappah, An Elegy for Easterly, una colección de historias cuenta "lo que ha significado ser zimbabuense en los últimos tiempos", fue publicado en 2009 en el Reino Unido y en los Estados Unidos. Fue preseleccionado para el Frank O'Connor International Short Story Award, así como para el Premio Orwell y el Premio Seidenbaum de Arte de Los Ángeles Times por Primera Ficción. El libro ha sido descrito como "una colección de historias sobre cada capa de la cultura zimbabuense: desde los educados y la élite hasta los extravagantes, los completamente locos y los niños corriendo en la calle". Ganó el Premio Guardian First Book en 2009, momento en el que Gappah habló de su objeción a que su editor (y, posteriormente, Amazon) la etiquetara como "la voz de Zimbabue", comentando en una entrevista: "'Es muy preocupante para mí porque escribir sobre un lugar no es lo mismo que escribir para un lugar. . . . Si escribo sobre Zimbabue, no es lo mismo que escribir para Zimbabue o para los zimbabuenses ". An Elegy for Easterly se ha traducido a varios idiomas, incluidos chino, holandés, finlandés, francés, japonés, noruego, serbio y sueco.
En 2010 Gappah regresó a Harare para trabajar en su primera novela, El libro de la memoria. Publicado en 2015, es el testimonio ficticio de una mujer albina encarcelada en el corredor de la muerte, que espera un aplazamiento por parte del presidente. El libro de la memoria fue descrito por Maya Jaggi en The Guardian como "una poderosa historia de vidas inocentes destruidas por secretos familiares y celos sexuales, prejuicios y parentescos no reconocidos", y por Anita Sethi en The Observer como "una novela conmovedora sobre la memoria que se desarrolla en una sobre el perdón y una alabanza al poder del lenguaje ".
En una entrevista de 2016, Gappah dijo: "Soy una historiadora frustrada, lo que probablemente queda claro en el libro. Estoy interesada en excavar las historias sociales de Zimbabue. La historia siempre está distorsionada para adaptarse a un propósito político, pero la ficción puede tratar de corregir el equilibrio. Y esas son las historias que me interesa contar: las historias de personas normales de todos los días, que incluso en esta injusticia lograron encontrar su humanidad ".  El Libro de la Memoria fue galardonado con el Premio McKitterick de la Sociedad de Autores en 2015, además de ser candidato para el Premio Bailey's Women's de Ficción y preseleccionado para el Premio Femina étranger.

La segunda colección de historias de Gappah, Rotten Row, fue publicada en 2016. Fue elegido como First Book Prize por The Guardian, cuyo crítico Kola concluyó:
"Rotten Row rezuma vida, y ofrece uno de los placeres más agudos y simples que la ficción tiene para ofrecer: un sentimiento de verdadera intimidad, de inmersión total, en situaciones que no son nuestras, en el ser de los demás. En sus momentos más fuertes, queremos quedarnos allí. Gappah ha logrado la difícil tarea de presentar lugares que algunos de sus lectores nunca conocerán o visitarán con tanta intimidad y vitalidad que se sentirán instantáneamente familiares. Si bien esta es una característica fascinante de la colección, sus mayores logros se deben a su sensibilidad tanto a la tragedia humana como a la comedia inherente a la existencia. Gappah abre las puertas de un millón de casas iluminadas y nos permite mirar dentro de ellas. En cada uno encontramos algo maravilloso y extraño, un mero reflejo de nosotros mismos".
Gappah también ha escrito para medios como The Financial Times, The New York Times, The Guardian y Süddeutsche Zeitung, y ha sido columnista de OmVärlden, la revista sueca sobre desarrollo y asuntos globales.

## Obra
- An Elegy for Easterly, 2009
- The Book of Memory, 2015
- Rotten Row, 2016
- Out of Darkness, Shining Light, 2019